# Cratere Fili
Fili è un cratere sulla superficie di Callisto.